# Helionidia zorba
Helionidia zorba är en insektsart som beskrevs av Irena Dworakowska 1992. Helionidia zorba ingår i släktet Helionidia och familjen dvärgstritar. Inga underarter finns listade i Catalogue of Life.